# Radlna
Radlna est une localité polonaise de la gmina et du powiat de Tarnów en voïvodie de Petite-Pologne.